# Lucky (film, 2020)
Pour les articles homonymes, voir Lucky.
Pour plus de détails, voir Fiche technique et Distribution.
Lucky est un film belge réalisé par Olivier Van Hoofstadt, sorti en 2020.
Il est présenté en compétition officielle au festival international du film de comédie de l'Alpe d'Huez 2020.

## Synopsis
Willy et Tony sont deux amis, toujours endettés et empêtrés dans divers problèmes. Willy a perdu son chien et son travail et est sur le point d'être mis à la rue. Tony, lui, a plusieurs mois de retard de pension alimentaire à verser à son ex. En outre, Caroline Jamar, une policière ambitieuse et totalement ripoux, le fait chanter. Pour essayer de s'en sortir, Willy a l'idée de voler un chien de détection de la Brigade des stupéfiants afin de dénicher de la drogue et la revendre. Willy le baptise Lucky, comme tous ses précédents chiens. Après quelques jours sans succès, Lucky va trouver un énorme stock de drogue dans un parking. Effrayés par les possibles représailles des trafiquants, ils décident de faire appel à Caroline qui va trouver dans cette aubaine un moyen de promotion facile.

## Fiche technique
- Titre original : Lucky
- Réalisation : Olivier Van Hoofstadt
- Scénario : Olivier Van Hoofstadt et Mourad Dhoir
- Dialogues : Mourad Dhoir
- Photographie : Jérôme Alméras
- Montage : Amélie Massoutier
- Décors : Samuel Teisseire
- Costumes : Annie Perier
- Musique originale : Agoria et Sacha Rudy
- Production : Gaëtan David, André Logie, Xavier Rigault et Marc-Antoine Robert
- Sociétés de production : Tchin Tchin Productions, 2.4.7. Films, coproduit par Apollo Films, Panache Productions, CN8 Productions, C8
- SOFICA: LBPI 13, Manon 10
- Distribution : Apollo Films (France)
- Pays d'origine :   Belgique
- Genre : comédie
- Durée : 86 minutes
- Dates de sortie : 
  - France : 17 janvier 2020 (compétition officielle au Festival international du film de comédie de l'Alpe d'Huez)
  - France : 26 février 2020
  - Belgique : 26 février 2020

## Distribution
- Michaël Youn : Tony
- Alban Ivanov : Willy
- Florence Foresti : Caroline Jamar
- Sarah Suco : Julia
- François Berléand : le commissaire Daran
- Corinne Masiero : Alice Deschamps
- Daniel Prévost : Monsieur Roger
- Kody Kim : Trésor
- Fred Testot : le policier motard
- Estéban : Narcos
- Laura Laune : musicienne
- Yoann Blanc : Maxime
- Sébastien Pierre : Thierry
- Arsène Mosca : Mous

## Production
Le tournage de Lucky a débuté au mois de juin 2019. Le film a été produit par les sociétés françaises Tchin-Tchin Production et 2.4.7. Films, et co-produit avec les sociétés belges Panache Productions et La Compagnie Cinématographique. La distribution a été assurée en France par Apollo Films Distribution.

## Accueil

### Critique
Pour Le Parisien, la comédie fait mouche. Le quotidien salue un film « électrique et truffé d’idées ». Présenté cette année en compétition officielle au festival international du film de comédie de l’Alpe d’Huez, Lucky est une « réjouissante surprise ».
Plus nuancé, Le Journal du Dimanche reproche au film d’Olivier Van Hoofstadt d’être « parfois inégal et volontairement outrancier ». L’hebdomadaire savoure toutefois cette comédie policière « déjantée menée pied au plancher », à l’« énergie foutraque ». Si le duo Michaël Youn et Alban Ivanov parvient à convaincre le critique, celui-ci adresse une mention spéciale à Florence Foresti, « irrésistible en flic coriace et corrompue ».

### Box-office
Le film sort le 26 février 2020 dans 188 salles et comptabilise 12 668 entrées pour sa première journée. Le premier week-end confirme le mauvais démarrage du film avec seulement 72 311 entrées. La semaine se termine sur une faible affluence : 84 891 entrées.
Le deuxième week-end est marqué par une chute de 68.3% de l'affluence malgré neuf salles supplémentaires, le film cumule 111 761 entrées et, en fin de deuxième semaine, 116 177 entrées sont comptabilisées. 
Le film termine sa carrière en salles avec 121 480 entrées. Le film est touché par la fermeture des cinémas due au Coronavirus.